# 伊迪丝·福恩
伊迪丝·福恩（英語：Edith Forne，?—1129年），英国贵族，亨利一世的情妇，英格兰坎布里亚郡的格雷斯托克领主福恩·西格夫森的女儿。也是奥斯尼修道院的创始人。
她与亨利一世共育有三个孩子:
罗伯特·菲兹伊迪丝（Robert FitzEdith）、威廉·德·特雷西（William de Tracy）(1097–1140)、阿德丽莎·菲兹伊迪丝（Adeliza FitzEdith）。
1120 年，亨利一世让伊迪丝与纳杰尔·多伊利（Nigel D'Oyly）的次子罗伯特·多伊利（Robert D'Oyly）结婚。作为婚姻的一部分，她被授予白金汉郡的克莱登庄园（Steeple Claydon）。罗伯特·多伊利和伊迪丝至少有两个孩子：1163年安葬在奥斯尼的亨利和吉尔伯特。
1129 年，伊迪丝说服她的丈夫在牛津城堡附近的奥斯尼建造了圣玛丽亚教堂，供奥斯定会使用，这就是奥斯尼修道院。她告诉他，她梦到喜鹊的喋喋不休，牧师将其解释为炼狱中的灵魂，他们需要修建一个教堂来赎罪。
按照一种宗教习惯，伊迪丝被安葬在奥斯尼修道院。正如约翰·利兰在解体前夕看到她的坟墓时所描述的那样：“在阿尔泰高地北侧的一个女修道院里，有一个伊迪丝的石像，右手拿着一头鹿。”传说中的喜鹊之梦被画在墓旁。